# Svizzera ai Giochi della VII Olimpiade
La Svizzera ha partecipato ai Giochi della VII Olimpiade di Anversa con una delegazione di 77 atleti tutti uomini, suddivisi su 13 discipline.

## Medagliere

### Per discipline
| Sport             | Oro | Argento | Bronzo | Totale |
| ----------------- | --- | ------- | ------ | ------ |
| Lotta libera      | 1   | 1       | 0      | 2      |
| Canottaggio       | 1   | 0       | 1      | 2      |
| Sollevamento pesi | 0   | 1       | 1      | 2      |
| Tiro              | 0   | 0       | 5      | 5      |
| Totale            | 2   | 2       | 7      | 11     |

### Medaglie
| Medaglia | Atleta                                                                                 | Sport             | Evento                                       |
| -------- | -------------------------------------------------------------------------------------- | ----------------- | -------------------------------------------- |
| Oro      | Willy Brüderlin Max Rudolf Paul Rudolf Hans Walter Paul Staub                          | Canottaggio       | Quattro con maschile                         |
| Oro      | Robert Roth                                                                            | Lotta libera      | Pesi massimi                                 |
| Argento  | Charles Courant                                                                        | Lotta libera      | Pesi medio-massimi                           |
| Argento  | Fritz Hünenberger                                                                      | Sollevamento pesi | Pesi massimi-leggeri                         |
| Bronzo   | Édouard Candeveau Alfred Felber Paul Piaget                                            | Canottaggio       | Due con maschile                             |
| Bronzo   | Eugène Ryter                                                                           | Sollevamento pesi | Pesi piuma                                   |
| Bronzo   | Fritz Zulauf                                                                           | Tiro              | Pistola militare individuale                 |
| Bronzo   | Fritz Zulauf Joseph Jehle Gustave Amoudruz Hans Egli Domenico Giambonini               | Tiro              | Pistola militare a squadre                   |
| Bronzo   | Fritz Kuchen Gustave Amoudruz Werner Schneeberger Ulrich Fahrner Bernhard Siegenthaler | Tiro              | Carabina libera a squadre                    |
| Bronzo   | Fritz Kuchen                                                                           | Tiro              | Carabina militare a terra 300m individuale   |
| Bronzo   | Werner Schneeberger Joseph Jehle Weibel Fritz Kuchen Eugen Addor                       | Tiro              | Carabina militare a terra 300/600m a squadre |

## Risultati

### Pallanuoto
| Atleta | Classifica                                                                    |                     |
| --- | ----------------------------------------------------------------------------- | ------------------- |
| V · D · M Nazionale maschile svizzera di pallanuoto · Giochi olimpici - Anversa 1920 Mondet · Biefer · Horn · Demiéville · Jenny · Boppart · Ricolfi Doria · CT : - | 6°                                                                            |                     |
| Nazionale maschile svizzera di pallanuoto · Giochi olimpici - Anversa 1920                                                                                          |                                                                               |                     |
| Mondet · Biefer · Horn · Demiéville · Jenny · Boppart · Ricolfi Doria · CT: -                                                                                       | Mondet · Biefer · Horn · Demiéville · Jenny · Boppart · Ricolfi Doria · CT: - | Svizzera (bandiera) |